# Charles-Jean-Amédée
Ne doit pas être confondu avec le duc de Savoie Charles II.
Charles-Jean-Amédée, communément appelé Charles-Jean-Amédée de Savoie et parfois, à tort, Charles II, né à Turin le 24 juin 1489 et mort à Moncalieri le 16 avril 1496, est duc de Savoie, prince de Piémont, comte d'Aoste et de Maurienne, roi titulaire de Jérusalem et de Chypre de 1490 à 1496.

## Biographie
Charles-Jean-Amédée (Charles-Jean-Ame) de Savoie naît le 24 juin 1489, à Turin,. Il est le fils de Charles Ier, duc de Savoie, prince de Piémont, comte d'Aoste et de Maurienne, et de Blanche de Montferrat,.
Il n'a que neuf mois à la mort de son père, en 1490,. Le jeune duc est élevé par Merle de Plosasque, amiral de Rhodes en 1485, et son parent Corin de Plosasque, archevêque-comte de Tarentaise. La régence est assurée par sa mère, Blanche de Montferrat. Celle-ci eut du mal à s'imposer face aux seigneurs savoyards et notamment à Philippe de Bresse. D'autre part, le roi Charles VIII de France dut traverser ses états pour mener ses campagne d'Italie. Sa mort à l'âge de six ans à la suite d'une chute de son lit — « [il] tomba de son lit ou d'une escabelle et mourut » — met fin à cette période de troubles et son grand-oncle Philippe de Bresse lui succède.
Charles-Jean-Amédée de Savoie meurt en 1496. Son corps est inhumé dans l'église Notre-Dame de Moncalieri (Piémont).

## Controverse sur le nom
Charles-Jean-Amédée de Savoie a été appelé Charles II dans l'historiographie traditionnelle savoyarde,,, reprenant la numérotation de Guichenon (XVIIe siècle) qui désignait le duc Charles (1504-1553) sous le nom de Charles III. Toutefois, Guichenon n'utilise pas le nom de Charles II pour désigner Charles-Jean-Amédée.
Cependant, cette appellation est remise en cause par l'historiographie récente, tant française que suisse ou encore italienne, qui utilise le nom de Charles Jean Amédée, réservant celui de Charles II au duc qui règne de 1504 à 1553.
Ainsi les fait historiques suivants semblent valider cet distinction entre Charles-Jean-Amédée et Charles II :
- de nombreux auteurs l'appellent bien Charles-Jean-Amédée et réservent l'appellation Charles II au duc Charles qui a régné de 1504 à 1553 et qui se faisait appeler Charles le Second[9] ;
- qu'il ne s'appelait pas Charles, mais Charles-Jean-Amédée et qu'il était donc le premier de la lignée des Charles-Jean-Amédée et ne pouvait être le second de la lignée des Charles de Savoie[réf. nécessaire] ;

- qu'il ne s'est jamais fait appeler Charles II, ses monnaies affichant au contraire son prénom complet Karolus Iacobus Amedeus ou en abrégé K I A, et non Carolus II[10] ;

- les monnaies de Charles II (1503-1544) mentionnent tout au long de son règne CAROLVS II ou KAROLVS SECUNDUS (même référence que ligne précédente)[11].